# Balaclava (Maurice)
Balaclava est une ville située au nord-ouest de l'île Maurice. Son nom a été donné dans les années 1850, en référence à une bataille de la guerre de Crimée.

## Géographie
La ville comporte une baie appelée Baie aux Tortues en raison du nombre important de tortues qui s'y trouvent et est partiellement recouverte par des forêts d'ébènes.

## Histoire
Jusqu'en 1710, l'île Maurice est colonisée par les Hollandais. À cette époque, les navires de la Compagnie néerlandaise des Indes orientales fréquentent régulièrement la baie pour se ravitailler en eau et en vivres. Quand l'île devient française, de nombreux aménagements sont effectués à Balaclava : construction d'un hôpital pour soigner les marins souffrant du scorbut, d'un arsenal, d'une fonderie de fer, d'un moulin à poudre et d'un barrage sur la rivière Citron.